# Глущенко, Дмитрий Леонидович
Дми́трий Леони́дович Глу́щенко (Барский) (укр. Дмитро Леонідович Глущенко; род. 17 февраля 1981, Киев) — украинский и израильский легкоатлет, специалист по бегу на короткие дистанции. Выступал за сборные Украины и Израиля по лёгкой атлетике в 2000-х годах, многократный победитель и призёр первенств национального значения, участник летних Олимпийских игр в Пекине.

## Биография
Дмитрий Глущенко родился 17 февраля 1981 года в Киеве.
Впервые заявил о себе на международном уровне в сезоне 2003 года, когда вошёл в состав украинской национальной сборной и выступил на чемпионате мира в Париже — стартовал эстафете 4 × 100 метров, но уже на предварительном квалификационном этапе их команда была дисквалифицирована.
В 2004 году одержал победу на чемпионате Украины в беге на 200 метров.
В 2005 году защитил звание чемпиона страны на 200-метровой дистанции. Также в этой дисциплине стал пятым на чемпионате Европы в помещении в Мадриде, выступил на чемпионате мира в Хельсинки.
В 2006 году в третий раз подряд стал чемпионом Украины в беге на 200 метров, бежал 200 метров и эстафету 4 × 100 метров на чемпионате Европы в Гётеборге — во втором случае занял в финале седьмое место.
В 2007 году был лучшим на Украине в дисциплинах 100 и 200 метров. Будучи студентом, представлял Украину на Универсиаде в Бангкоке, где в беге на 100 метров финишировал в финале пятым.
В 2008 году в беге на 60 метров стал третьим на Кубке Европы в помещении в Москве, дошёл до полуфинала на чемпионате мира в помещении в Валенсии. Выиграв чемпионат Украины в беге на 100 метров, удостоился права защищать честь страны на летних Олимпийских играх в Пекине. В дисциплине 100 метров показал результат 10,57, не сумев пройти дальше предварительного квалификационного этапа.
Впоследствии Глущенко принял израильское гражданство и на международных стартах представлял Израиль. Так, в 2010 году в составе израильской сборной он стартовал в дисциплинах 100 и 200 метров на чемпионате Европы в Барселоне и чемпионате Европы в Хельсинки. В 2009 году установил национальный рекорд Израиля на 200м 20.86. Сменил фамилию на Барский в 2010.
Завершил спортивную карьеру по окончании сезона 2013 года.